# 拜斯泰赖茨
拜斯泰赖茨，是匈牙利索博尔奇-索特马尔-贝拉格州所辖的一个村。总面积11.59平方公里，总人口1040，人口密度89.7人/平方公里（2011年1月1日）。